# Brett Hayes
Brett Gregory Hayes (né le 13 février 1984 à Pasadena, Californie, États-Unis) est un ancien receveur des Ligues majeures de baseball.

## Carrière
Brett Hayes est un choix de deuxième ronde des Marlins de la Floride en 2005. Le receveur fait ses débuts dans les majeures le 22 mai 2009 et réussit son premier coup sûr à sa toute première présence au bâton, face au lanceur des Rays de Tampa Bay, Dale Thayer. Le 5 septembre, il cogne son premier circuit dans les grandes ligues, aux dépens de Victor Garate des Nationals de Washington, auquel il est opposé comme frappeur suppléant. S'alignant avec les Marlins pour un bref séjour durant l'été, Hayes est retourné aux ligues mineures puis rappelé en fin d'année. Il maintient une moyenne au bâton de,273 en 14 parties pour la Floride en 2009.
En 2010, Hayes obtient de nouveau la chance de joueur au niveau majeur lorsque le receveur de confiance des Marlins, John Baker, est blessé. Cependant, Hayes se blesse lui aussi : d'abord au poignet gauche à la mi-saison, ce qui lui fait rater 14 parties, puis une séparation de l'épaule, causée par une violente collision au marbre avec Nyjer Morgan du Washington, met fin à son année. En 26 matchs pour la Floride en 2010, Brett Hayes obtient deux coups de circuit et six points produits.
Il frappe 5 circuits et produit 16 points en 64 matchs en 2011. Sa moyenne au bâton chute à ,202 en 39 matchs joués pour les Marlins en 2012.
Le 2 novembre 2012, il passe aux Royals de Kansas City via le ballottage. Il dispute 32 matchs au total pour les Royals en 2013 et 2014, frappant 12 coups sûrs dont deux circuits.
Il signe le 15 décembre 2014 un contrat des ligues mineures avec les Indians de Cleveland. Il joue 14 matchs pour Cleveland en 2015.
Le 26 octobre 2015, Hayes est mis sous contrat par les Diamondbacks de l'Arizona.

## Statistiques
| Saison | Équipe  | G  | AB | R  | H  | 2B | 3B | HR | RBI | SB | BA   |
| ------ | ------- | -- | -- | -- | -- | -- | -- | -- | --- | -- | ---- |
| 2009   | Floride | 14 | 11 | 5  | 3  | 1  | 0  | 1  | 2   | 0  | .273 |
| 2010   | Foride  | 26 | 77 | 6  | 16 | 6  | 1  | 2  | 6   | 0  | .208 |
| Totaux | Totaux  | 40 | 88 | 11 | 19 | 7  | 1  | 3  | 8   | 0  | .216 |

Note : G = Matches joués ; AB = Passages au bâton; R = Points ; H = Coups sûrs ; 2B = Doubles ; 3B = Triples ; 
HR = Coup de circuit ; RBI = Points produits ; SB = Buts volés ; BA = Moyenne au bâton.